# Clasiopella
Clasiopella Hendel, 1914 è un genere di insetti della famiglia degli Ephydridae (Diptera: Schizophora). Comprende due sole specie.

## Descrizione
Gli adulti sono moscerini di piccole dimensioni, con corpo lungo 1,5-2,5 mm, livrea di colore generalmente nera, lucente, tegumento più o meno tomentoso e chetotassi ben sviluppata.
Il capo ha fronte ampia, faccia liscia e non prominente, occhi ellittici e apparentemente glabri, clipeo breve ma largo. Le antenne sono relativamente brevi e alla vista laterale hanno un'inserzione nella parte superiore del capo. scapo e pedicello portano due robuste setole, il pedicello è più breve del primo flagellomero e provvisto di un lobo dorsale, l'arista è pettinata, provvista di 8-10 peli dorsali. Chetotassi dorsale composta da setole ben sviluppate. Assenti le setole interfrontali, presenti due paia di fronto-orbitali: le posteriori reclinate, le anteriori, più brevi e inserite più esternamente, proclinate. Setole ocellari ben sviluppate, proclinate, generalmente parallele o leggermente convergenti. Verticali ben sviluppate, con le esterne più brevi delle interne. Pseudopostocellari  anch'esse ben sviluppate, lunghe circa la metà rispetto alle ocellari. Ai margini della faccia sono presenti due paia di setole facciali; le dorsali sono lunghe e incrociate, le inferiori sono invece inclinate verso l'interno ma non incrociate. La chetotassi si completa con la presenza di setole genuali lungo il margine inferiore delle gene, la presenza di un paio di vibrisse lunghe e robuste, inserite in posizione arretrata.
Il torace è leggermente tomentoso o quasi del tutto glabro, ad eccezione del postpronoto, rivestito da un tomento bianco, e del mesonoto, cosparso di setole brevi e fini allineate in file regolari sullo scuto e sullo scutello. Lo scutello è relativamente lungo. Setole acrosticali allineate in file regolari, con due setole prescutellari ben sviluppate, dorsocentrali posteriori ben sviluppate, allineate con le prescutellari e piuttosto distanziate fra loro. Ai margini dello scuto sono presenti una presuturale e una postalare, mentre sono assenti le sopralari. Presenti e ben sviluppate, infine, una omerale e due notopleurale. Scutello rivestito di brevi setole sparse e provvisto di due paia di grosse setole marginali, con le laterali più brevi delle apicali. Anepisterno e katepisterno provvisti ciascuno di due setole robuste. Le setole dell'anepisterno sono inserite lungo il margine posteriore e sono diseguali, con quella ventrale lunga il triplo della dorsale.
Le ali sono ialine e leggermente offuscate. La venatura riassume le caratteristiche ricorrenti nella generalità della famiglia. Fra gli elementi diagnostici si cita la presenza di 2-4 setole dorsali alla base della radio e lo sviluppo dell'alula, ridotta ad una stretta banda. Le zampe hanno i femori anteriori provvisti di 2-4 setole lunghe sul lato posteriore.
L'addome è lucente e diffusamente tomentoso. Il quinto tergite nel maschio porta lunghe setole lungo il margine posteriore. Genitali esterni del maschio simmetrici, con epandrio grande, portante lunghe setole dorsali, ipandrio a forma di ciottola, surstili suddivisi distalmente in due processi, uno dorsale e uno ventrale, edeago con apice ricurvo in avanti.

## Tassonomia e filogenesi
Clasiopella era storicamente correlata al genere Psilopa e alla tribù degli Psilopini. Le stesse chiavi di determinazione adottate nel Manual of Nearctic Diptera e nel Manual of Palaearctic Diptera indicano una sostanziale affinità con alcuni generi storicamente classificati fra gli Psilopini (Psilopa, Eremomusca, Ceropsilopa). L'attuale posizione tassonomica di Clasiopella si colloca tuttavia nella tribù dei Discomyzini, inclusa con gli Psilopini nella sottofamiglia delle Discomyzinae, sulla base della revisione tassonomica della famiglia sviluppata da Zatwarnicki nel 1992. Tale collocazione si fonda sulla presenza delle setole dorsali alla base della radio, ritenuta un'apomorfia dei Discomyzini.
Secondo Mathis (1994), Clasiopella è filogeneticamente correlata ai generi Actocetor e Trypetomima per le seguenti apomorfie:
- setole pseudopostocellari ben sviluppate, divergenti e leggermente reclinate;
- femori anteriori provvisti di 2-4 setole lunghe sul lato posteriore;
- alula ridotta;
- addome dei maschi provvisto di numerose lunghe setole lungo il margine posteriore del quinto tergite e sul dorso dell'epandrio.

Clasiopella si distingue dai generi Actocetor e Trypetomima per vari caratteri: l'assenza della setola sopralare (presente in Actocetor), per la colorazione uniforme dell'ala (variamente maculata in Actocetor e Trypetomima), per la netta differenza di sviluppo delle due setole anepisternali (quasi uguali in Actocetor e Trypetomima), per la conformazione del secondo ramo della radio (R2+3), che si presenta relativamente breve e priva di rami laterali (in Actocetor è relativamente più lungo, in Trypetomima è presente un moncone laterale), per la conformazione dello scutello (relativamente breve e largo in Actocetor e Trypetomima), per la presenza di due paia di setole facciali (4-5 paia in Actocetor).
Per lungo tempo, Clasiopella è stato un genere monotipico, fino alla descrizione di una nuova specie (Mathis, 1994) che ha portato a due il numero complessivo:
- Clasiopella austra Mathis, 1994
- Clasiopella uncinata Hendel, 1914. Sinonimi: Psilopa giloipes Becker, 1924, Psilopa giordanii Canzoneri, 1981

## Distribuzione e habitat
L'areale primario del genere si colloca probabilmente fra la regione orientale e quella australasiana. C. austro è esclusiva della regione australasiana (Australia), mentre C. uncinata, pur essendo ampiamente distribuita, si sarebbe propagata dall'emisfero orientale ai continenti africano e americano per cause antropiche. Esemplari di questa specie sono stati infatti segnalati, negli anni trenta, negli aeroporti di varie regioni (USA, Kenya, Filippine, Guam, Hawaii), ritrovati sugli aerei. La presenza di questa specie è documentata in quattro ecozone: regione orientale (Taiwan, Sri Lanka, Vietnam), australasiana (Australia, Isole Marianne), afrotropicale (Madagascar), neotropicale (Messico, Belize, Caraibi). Si sospetta che la specie sia presente anche in Colombia, per quanto non vi siano conferme in proposito, perché nel 1937 fu trovato un esemplare a Miami su un aereo proveniente dalla Colombia.
Si hanno poche informazioni relative all'habitat di questi efidridi. Dalle segnalazioni di alcuni Autori, adulti di C. uncinata si ritrovano in ambienti differenti: fra la vegetazione riparia presso stagni d'acqua dolce, in habitat costieri marini, nelle mangrovie. La distribuzione geografica denota in ogni modo l'associazione ad habitat di regioni tropicali.